# جوش سمان
جوشوا كالب «جوش» سمان (بالإنجليزية: Josh Samman)  (14 مارس 1988 - 5 أكتوبر 2016) كان لاعب أمريكي في رياضة فنون القتال المختلطة.

## البداية المهنية
بدأ في رياضة فنون القتال المختلطة للهوان عام 2006، وفي عام 2007 سجل جوش في رياضة فنون القتال المختلطة للمحترفين عام 2007. على مدى السنوات الخمس التالية، جمع رقما قياسيا الانتصارات وهو 9 و وعدد خساراته فقط 2 قبل أن ينضم اتحاد محاربو القتال.

## وفاته
توفي في يوم الخميس 5 أكتوبر 2016 بعد تناوله جرعة زائدة من المنشطات عن عمر يناهز 28 سنة.

## روابط خارجية
- جوش سمان على موقع IMDb (الإنجليزية)
- جوش سمان على موقع يو إف سي (الإنجليزية)
- جوش سمان على موقع بيلاتور (الإنجليزية)
- جوش سمان على موقع شيردوغ (الإنجليزية)